# سليمان دوري
سليمان دوري هو سياسي كيني، ولد في 19 أكتوبر 1977، وتوفي في 9 مارس 2020. في الانتخابات الرئاسية الكينية 2017، انتخب عضو الجمعية الوطنية ‏ عن دائرة Msambweni Constituency ‏ وقد انضم خلال فترته النيابية ‏ (31 أغسطس 2017 – ) للكتلة البرلمانية الحركة الديمقراطية البرتقالية.